# Intramolekylär bindning
En intramolekylär bindning är ett samlingsnamn för de kemiska bindningar som verkar mellan atomerna, inte att förväxla med intermolekylär bindning, i en och samma molekyl. Den subtila skillnaden i namnet kommer från de latinska rötterna av engelska med inter betydelse mellan eller bland och intra betydelse inuti. Kemiska bindningar anses vara intramolekylära krafter som ofta är starkare än intermolekylära krafter som finns mellan icke-bindande atomer eller molekyler. 

## Typer
Beroende på mekanismen bakom interaktionen kan de delas upp i några olika grupper som mer eller mindre går in i varandra: kovalent bindning, polär kovalent bindning och jonbindning. Inom proteinstruktur definieras primärstrukturen av intramolekylära bindningar, medan övriga strukturnivåer definieras i huvudsak av intermolekylära bindningar. Ett undantag är disulfidbindningar, som räknas till sekundärstrukturen trots att de är kovalenta. Exempel på intermolekylära bindningar är Van der Waalsbindning, dipol-dipolbindning och vätebindning. 

### Jonbindning

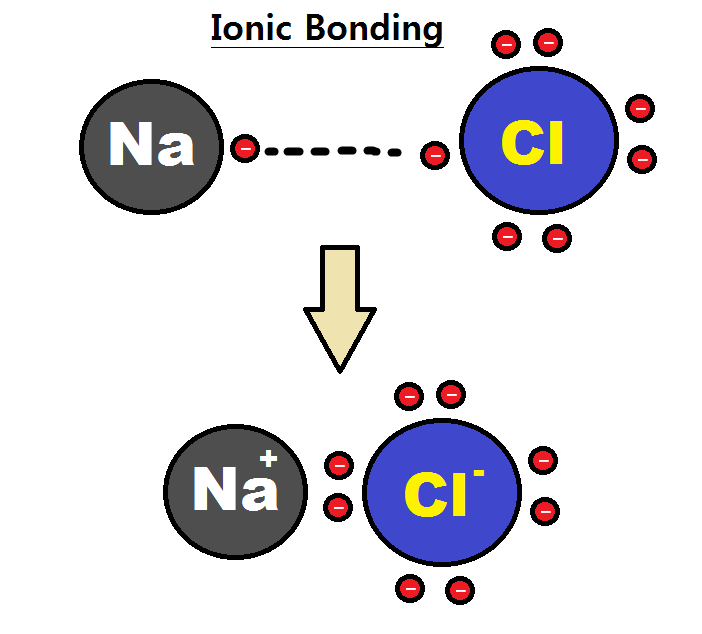
Jonbindning mellan natrium och klor

En jonbindning kan approximeras som fullständig överföring av en eller flera valenselektroner från atomer som deltar i bindningsbildning, vilket resulterar i en positiv jon och en negativ jon bundna tillsammans av elektrostatiska krafter. Elektroner i en jonbindning tenderar att finnas mest runt en av de två ingående atomerna på grund av den stora elektronegativitetsskillnaden mellan de två atomerna, i allmänhet mer än 1,9, (större skillnad i elektronegativitet resulterar i en starkare bindning); detta beskrivs ofta som att en atom ger elektroner till den andra. Denna typ av bindning bildas vanligtvis mellan en metall och en icke-metall, som natrium och klor i NaCl. Natrium skulle ge en elektron till klor och bilda en positivt laddad natriumjon och en negativt laddad kloridjon.

### Kovalent bindning

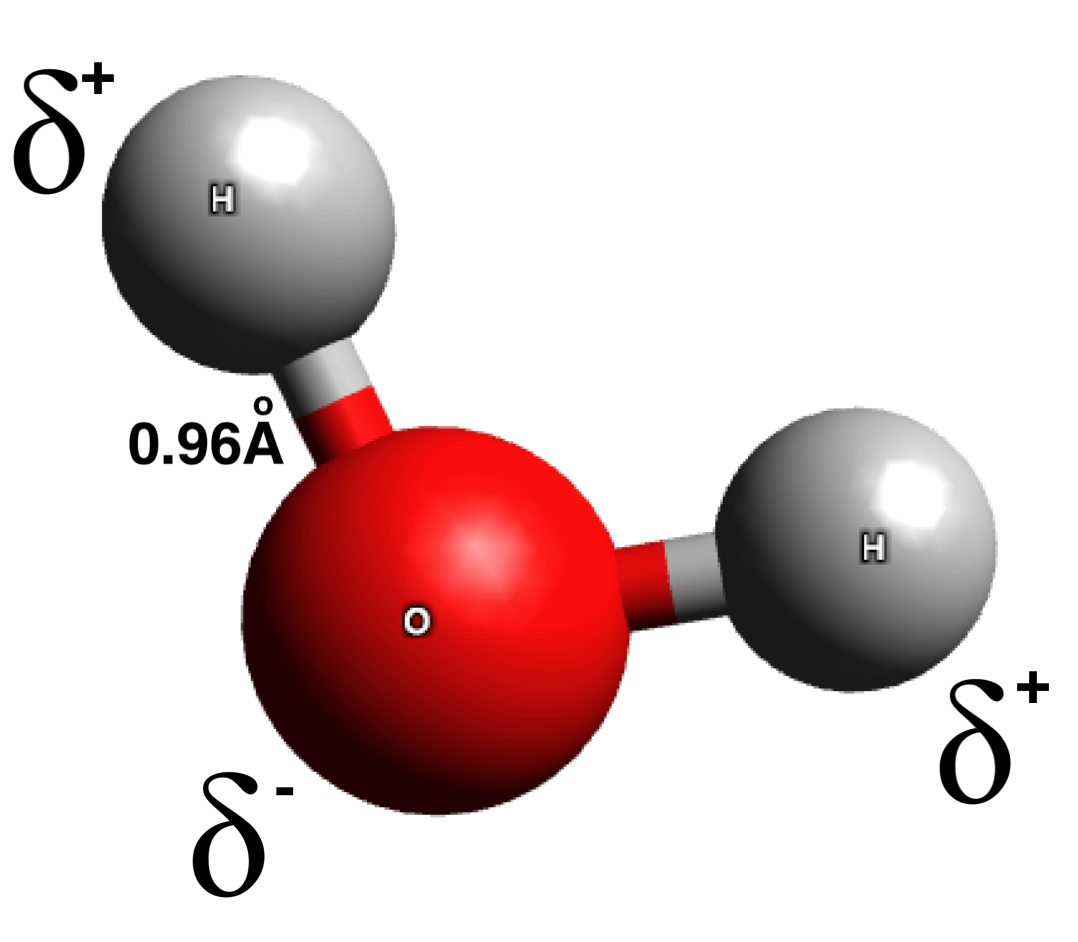
Detta är en strukturmodell av en vattenmolekyl. Den har en permanent dipol som pekar mot den nedre vänstra sidan.

I en sann kovalent bindning delas elektronerna jämnt mellan de två atomerna i bindningen; det finns liten eller ingen laddningsseparation. Kovalenta bindningar bildas vanligtvis mellan två icke-metaller. Det finns flera typer av kovalenta bindningar: i polära kovalenta bindningar är det mer sannolikt att elektroner finns runt en av de två atomerna, medan elektroner delas jämnt i opolära kovalenta bindningar. Homonukleära diatomiska molekyler är rent kovalenta. Polariteten för en kovalent bindning bestäms av elektronegativiteterna för varje atom och därför har en polär kovalent bindning ett dipolmoment som pekar från den partiella positiva änden till den partiella negativa änden. Polära kovalenta bindningar representerar en mellantyp där elektronerna varken är fullständigt överförda från en atom till en annan eller jämnt delade.

### Metallisk bindning
Metalliska bindningar bildas vanligtvis i en ren metall eller metallegering. Metalliska elektroner är i allmänhet delokaliserade, med resultat att ett stort antal fria elektroner finns kring positiva kärnor, ibland kallat ett elektronhav.

## Bindningsbildning
Bindningar bildas av atomer så att de kan uppnå ett lägre energitillstånd. Fria atomer kommer att ha mer energi än en bunden atom. Detta beror på att en del energi frigörs under bindningsbildningen, vilket gör att hela systemet kan uppnå ett lägre energitillstånd. Bindningslängden, eller det minsta separeringsavståndet mellan två atomer som deltar i bindningsbildningen, bestäms av deras frånstötande och attraktionskrafter i den internukleära riktningen. När de två atomerna kommer närmare och närmare stöter de positivt laddade kärnorna bort, vilket skapar en kraft som försöker trycka isär atomerna. När de två atomerna kommer längre ifrån varandra, arbetar attraktiva krafter för att dra ihop dem igen. Sålunda uppnås en jämviktsbindningslängd och är ett bra mått på bindningsstabilitet.

## Biokemi

Alfahelixstrukturen som är nödvändig för DNA:s stabilitet hålls samman av de elektrostatiska intramolekylära krafterna i proteinet.

Intramolekylära krafter som disulfidbindningar ger proteiner och DNA deras struktur. Proteiner får dess struktur från de intramolekylära krafter som formar dem och håller ihop dem. Den huvudsakliga strukturkällan i dessa molekyler är interaktionen mellan de aminosyrarester som utgör grunden för proteiner. Interaktionerna mellan rester av samma proteiner bildar den sekundära strukturen av proteinet, vilket möjliggör bildandet av beta-ark och alfahelixar, som är viktiga strukturer för proteiner och i fallet med alfahelixar, för DNA.